# سكوت بيركنز
سكوت بيركنز (بالإنجليزية: Scott Perkins)‏ هو مخرج جوقة وملحن أمريكي، ولد في 25 يونيو 1980.